# テッラヌオーヴァの聖母

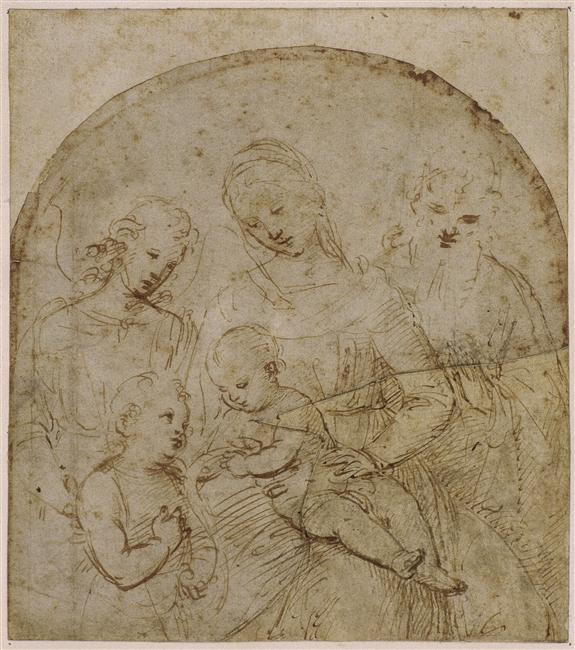
本作品と関係があると見なされているラファエロの初期の素描。ここでは聖母子の両脇に天使と聖人が描かれているが『テッラヌオーヴァの聖母』では省略されている。リール宮殿美術館所蔵。

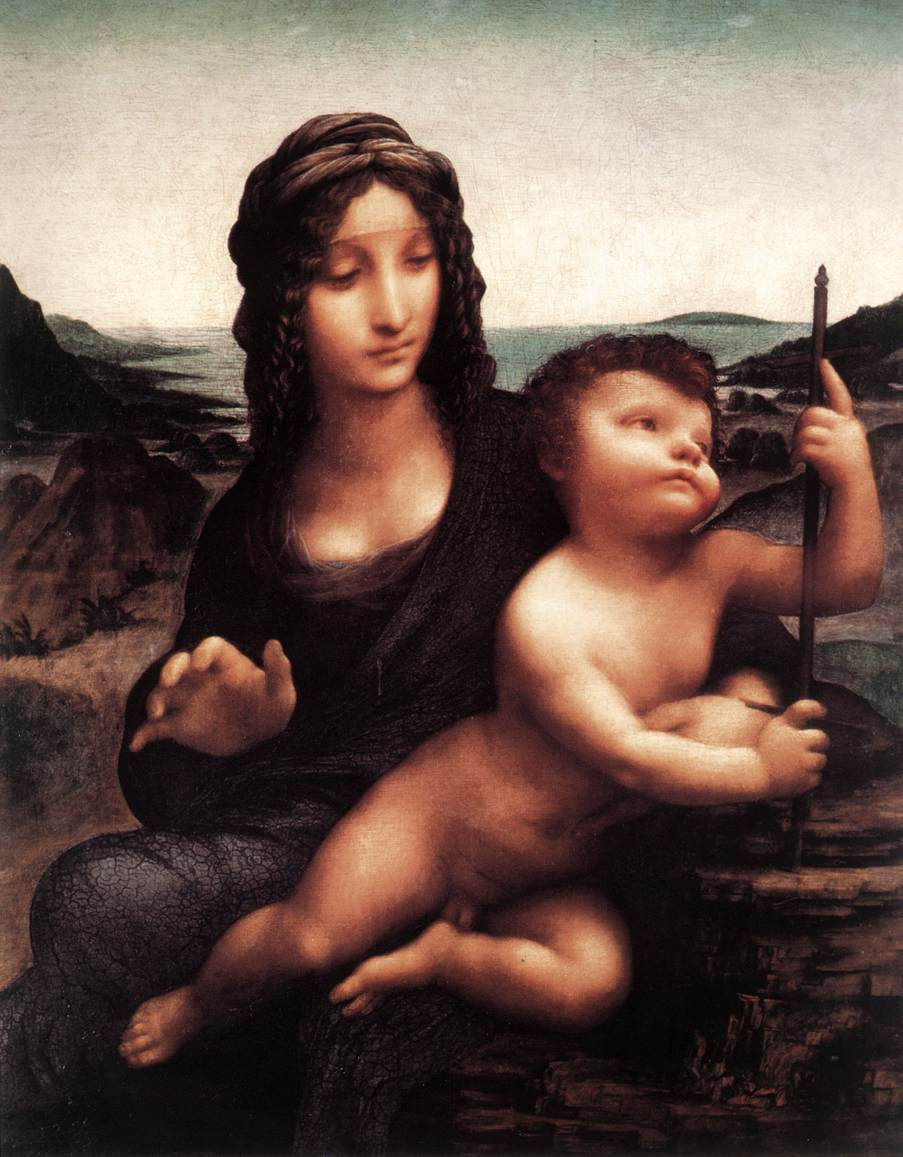
レオナルド・ダ・ヴィンチの『糸車の聖母』。1501年頃。スコットランド国立美術館所蔵。

『テッラヌオーヴァの聖母』（テッラヌオーヴァのせいぼ、伊: La Madonna Terranuova, 英: Madonna Terranuova）として知られる『聖母子と幼児の洗礼者聖ヨハネ、子供の聖人』（せいぼしとようじのせんれいしゃせいヨハネ、こどものせいじん、独: Maria mit dem Kind, Johannes dem Täufer und einem Heiligen Knaben, 英: Madonna with Child, St. John and a Child Saint）は、イタリアの盛期ルネサンスの巨匠ラファエロ・サンツィオが1505年頃に制作した絵画である。油彩。聖母子と幼い2人の聖人を描いたラファエロの初期の作品で、現在はベルリンの絵画館に所蔵されている。リール宮殿美術館に本作品と近い関係にある素描が、ベルリン国立版画素描館には聖母の頭部素描が所蔵されている。

## 作品
聖母マリアは幼いキリストを抱いて手すりの壁の前に座っている。聖母子の両脇には洗礼者ヨハネと幼い聖人が立ち、聖母子を見上げている。洗礼者ヨハネはラクダの毛皮を身にまとい、細長い十字架を手にした典型的な姿で描かれている。幼児のキリストは画面の右方向に足を伸ばして聖母の右腕に寄りかかり、洗礼者ヨハネにラテン語で神の子羊を意味する「アニュス・デイ」（Agnus Dei）という言葉が書かれた紙片を見せている。右側に立っている幼児の聖人は伝統的にキリストの従兄弟と伝えられている聖ヤコブかもしれない。
本作品はエルミタージュ美術館の1504年頃の『コネスタビレの聖母』（Conestabile Madonna）とともに、ラファエロがトンド形式で描いた最も初期の絵画の1つである。制作年代はフィレンツ時代初期の1505年頃と考えられており、その様式はパラティーナ美術館の『大公の聖母』（Madonna del Granduca）に近い。

### 構図
構図はリール宮殿美術館に所蔵されているウンブリア時代初期のラファエロの素描までさかのぼることができる。素描では聖母子と幼児の洗礼者ヨハネに加えて、聖母の両側に天使 (ミカエル) と聖ヨセフがとともに描かれている。そのため素描の背景は風景を描くための空間に欠けていた。素描はのちに上部の両角が切り落とされて半円形になった。この素描と比較すると、本作品はいくつかの相違点がある。聖母子と洗礼者ヨハネはほぼ踏襲されているが、素描では聖母は両手で幼児キリストを抱いているのに対し、本作品の聖母は右手だけで幼児キリストをしっかりと抱き、左手は広げるようなポーズをとっている。構図のコンセプト自体は15世紀後半のウンブリア地方の構図の型に対応しており、ルーヴル美術館に所蔵されている師ペルジーノの『二人の女性聖人と二天使の間の聖母子』 (Tondo della Vergine col Bambino tra due sante e due angeli）の構図を用いている。またトンド形式を使用するにあたり、ラファエロはおそらく時代遅れと考えて天使と聖人を省略し、背景に手すりの壁を配置して画面を水平に分割し、上半分に澄んだ青空を伴う風景を描いた。そして画面左に幼児の洗礼者ヨハネを、画面右にもう1人の幼児の聖人を配置することで、その後よく使用するピラミッド型の構図を作り出しているた。

### 影響
本作品に確認できる柔らかなスフマート、外向的な身振り、発達した空間性は、レオナルド・ダ・ヴィンチの影響である。注目すべき点の1つは優雅に伸ばした聖母の左手のポーズであり、科学的調査はこの左手のモチーフが後から変更された要素であることを明らかにしている。赤外線リフレクトグラフィーを用いた調査によると、下絵の段階では聖母の左手は幼児キリストの足を支えながら、太ももに乗せる形をとっていた。ラファエロはここでレオナルド・ダ・ヴィンチの『糸車の聖母』 (Madonna dei Fusi）の聖母の右手のモチーフを左右反転して借用している。

## 来歴
来歴は不明である。本作品と思われる絵画の最古の記録はジョルジョ・ヴァザーリによるもので、有名な商人タッデオ・タッデイのために制作された2枚の絵画のうちの1枚である可能性がある。本作品の名前は絵画を所有していたジェノヴァとナポリのテッラヌオーヴァ公爵家（Duke of Terranova）に由来している。公爵家が所有していた絵画は1845年に、プロイセン国王フリードリヒ・ヴィルヘルム4世に購入され、『ソリーの聖母』（Madonna Solly）、『フォン・デア・ロップの聖母』（Von der Ropp Madonna）、『ディオタッレーヴィの聖母』（Madonna Diotallevi）、『コロンナの聖母』（Colonna Madonna）とともに、絵画館が所蔵する5つのラファエロの聖母画の１つとなった。

## ギャラリー

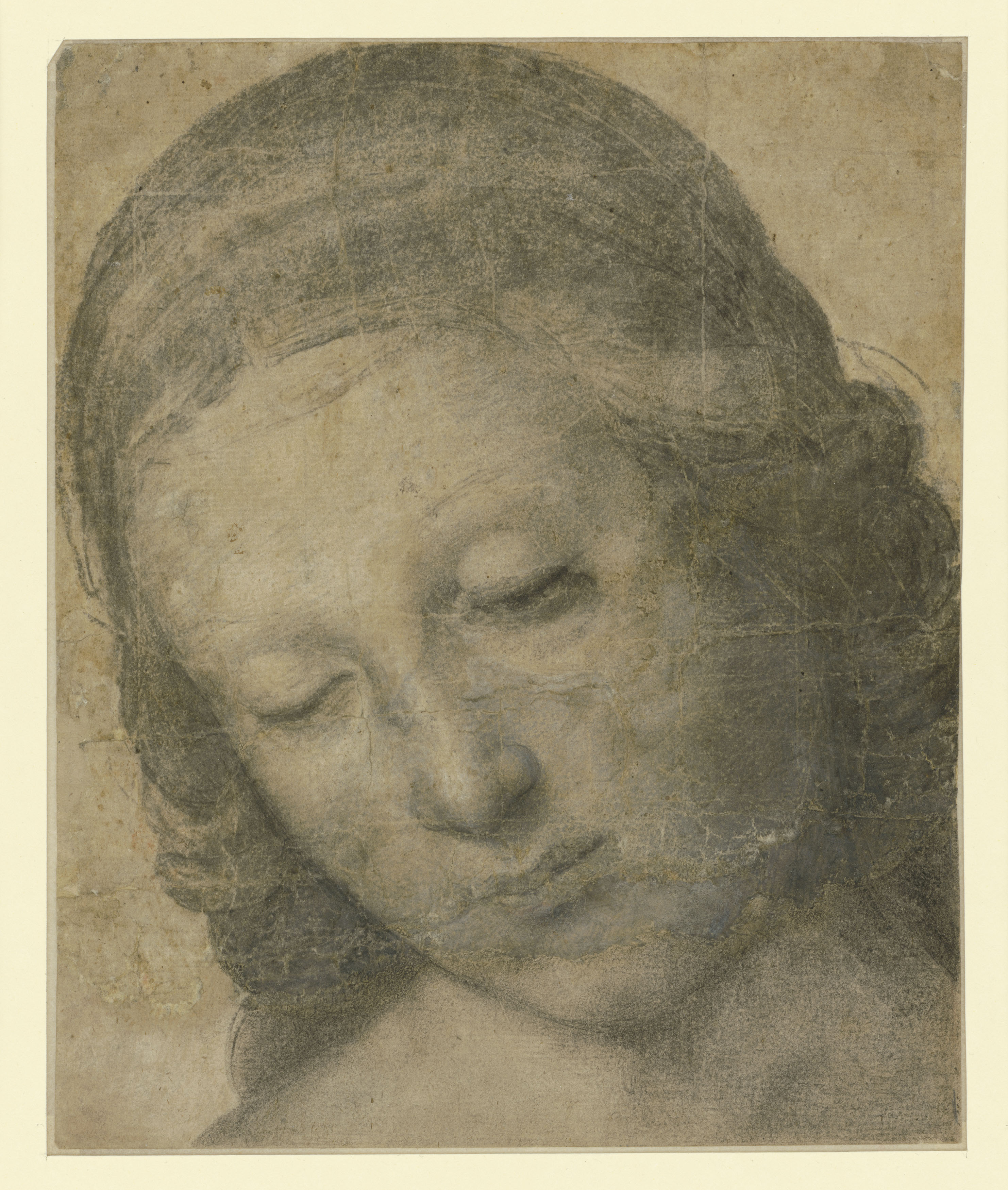
聖母の頭部素描 ベルリン国立版画素描館（英語版）所蔵
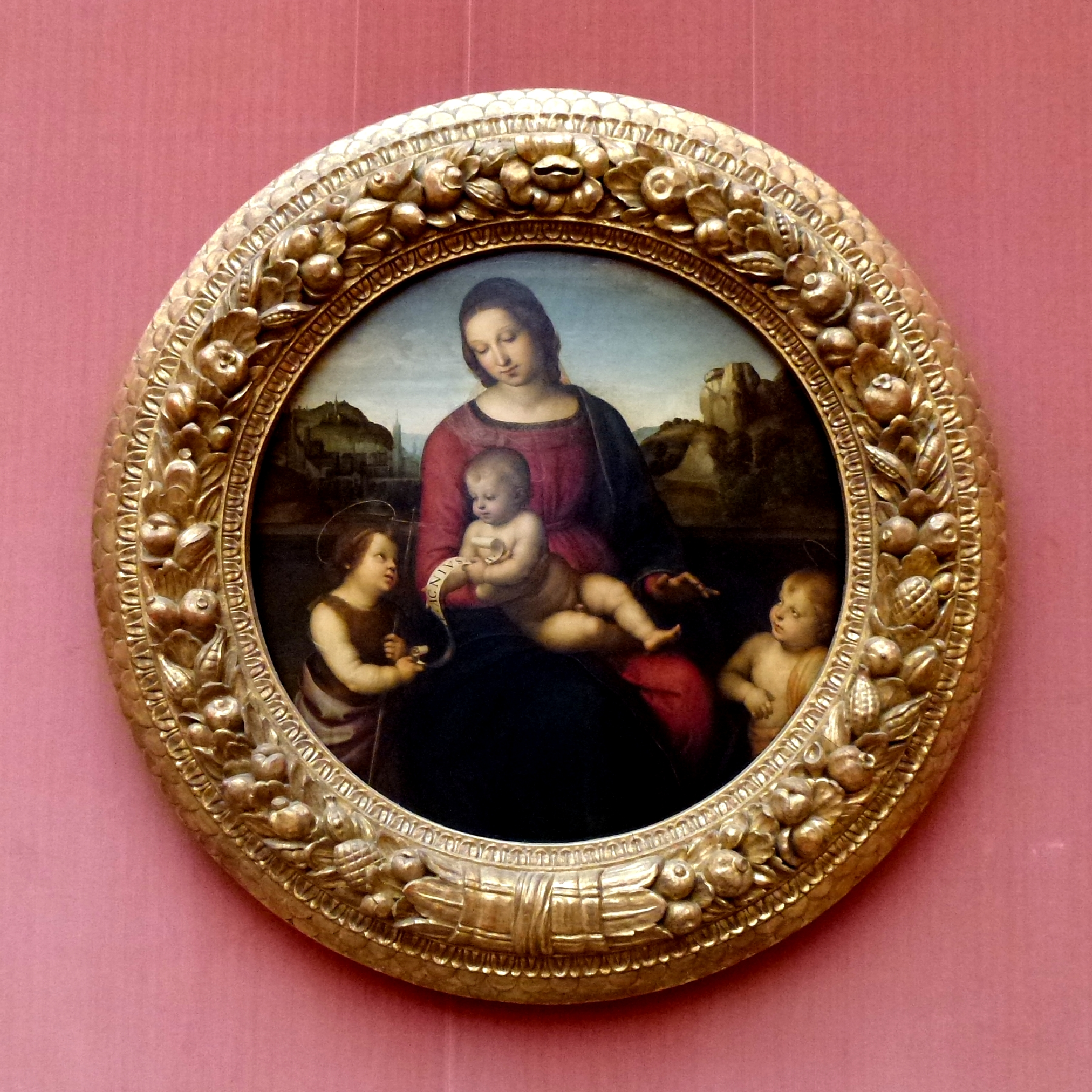
額縁と展示
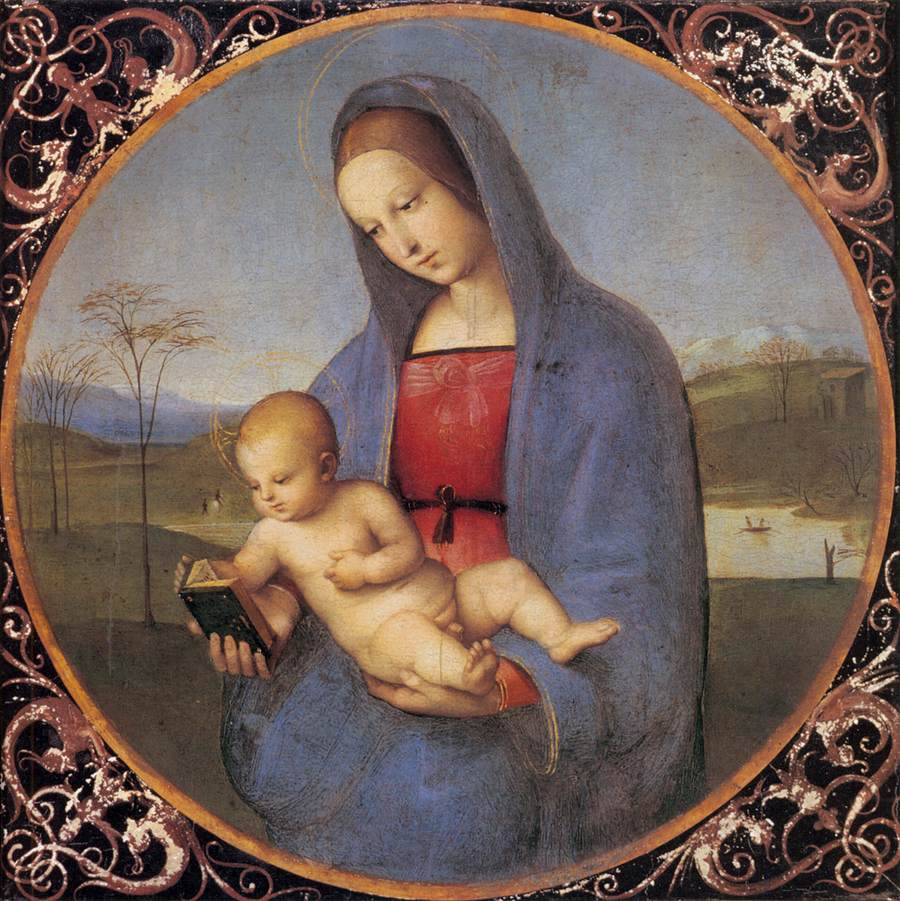
『コネスタビレの聖母』1504年頃 エルミタージュ美術館所蔵
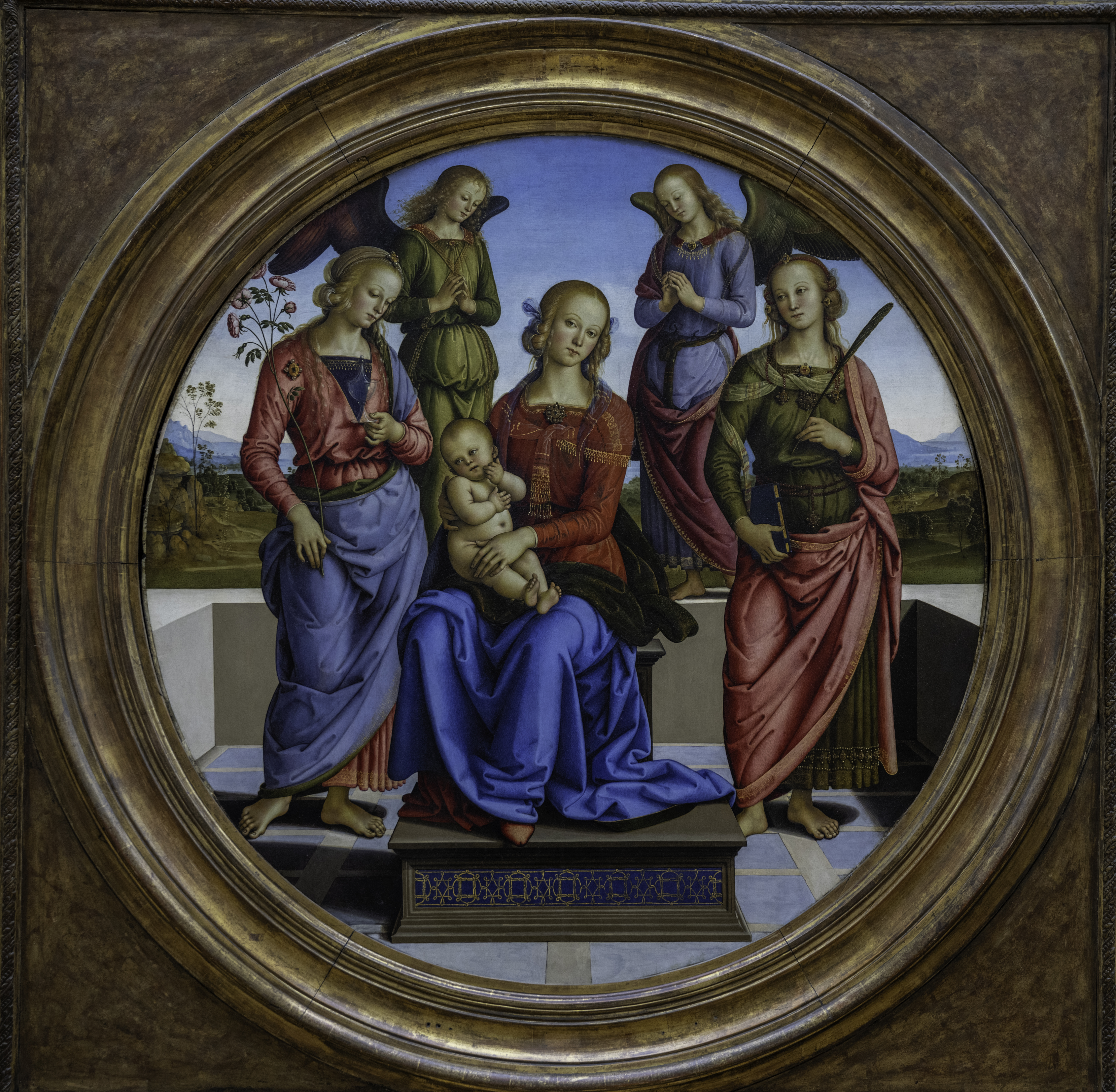
ペルジーノ『二人の女性聖人と二天使の間の聖母子』ルーヴル美術館所蔵

絵画館が所蔵しているラファエロの他の聖母画

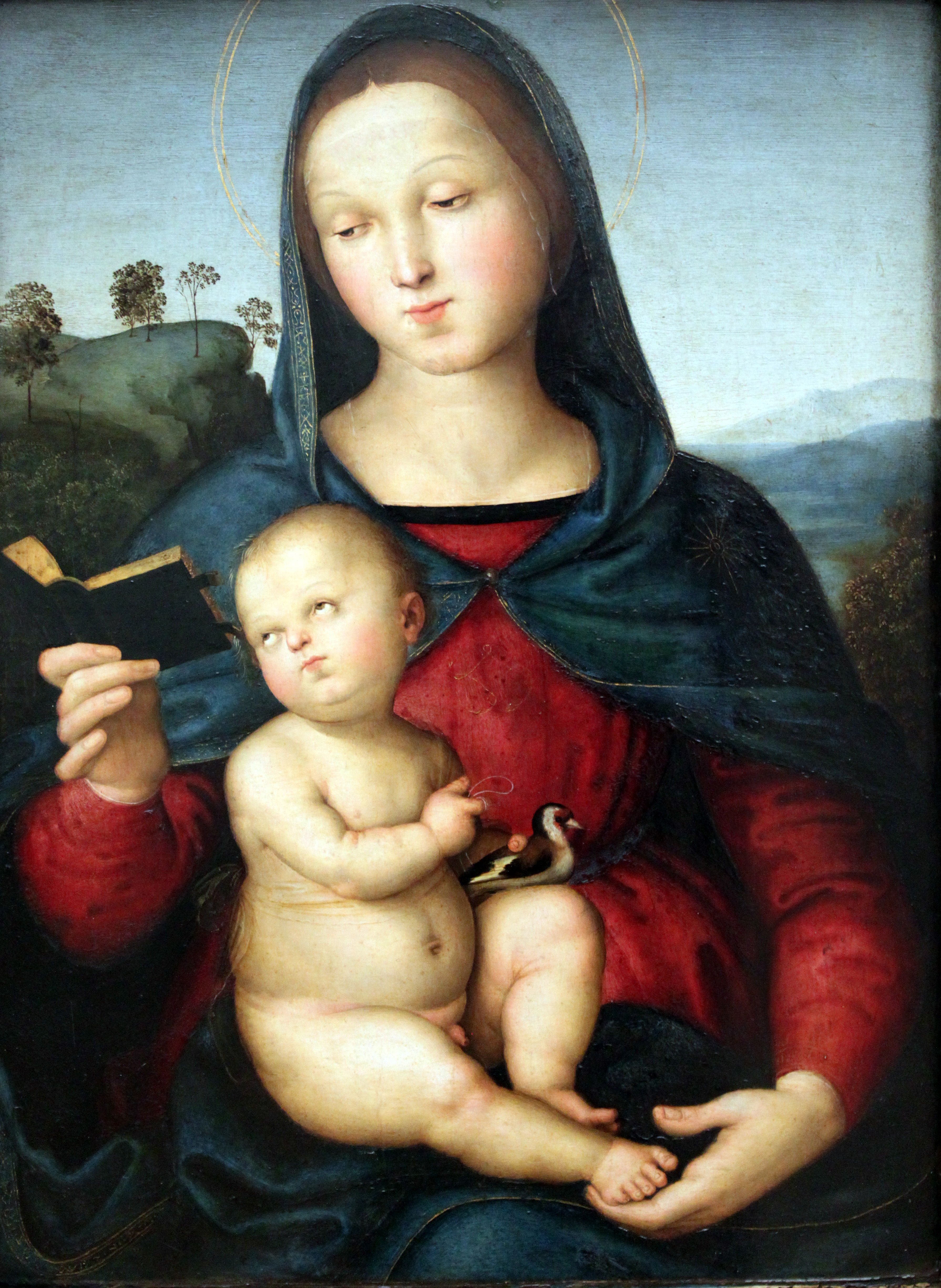
『ソリーの聖母』1502年頃
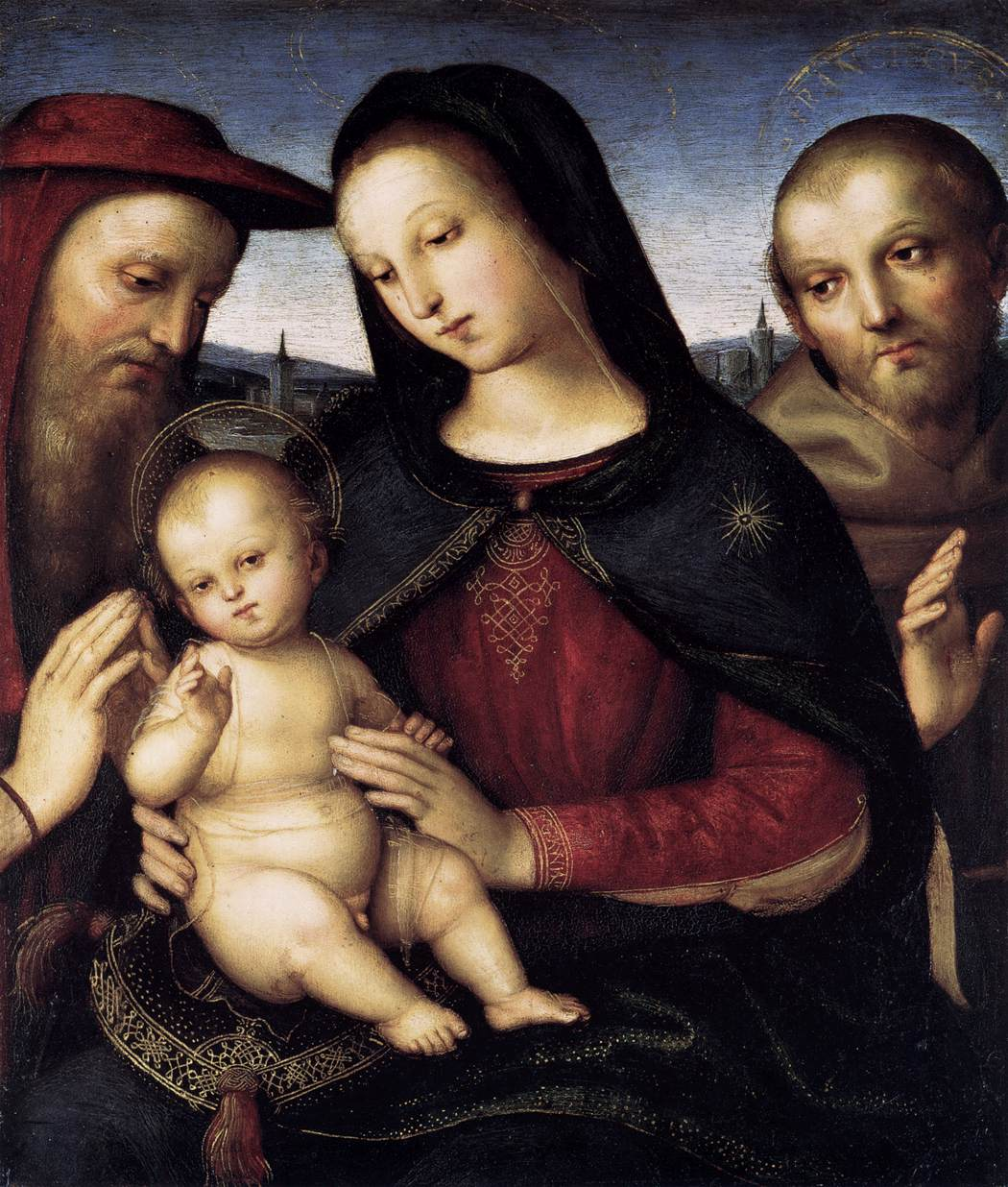
『フォン・デア・ロップの聖母』1502年頃
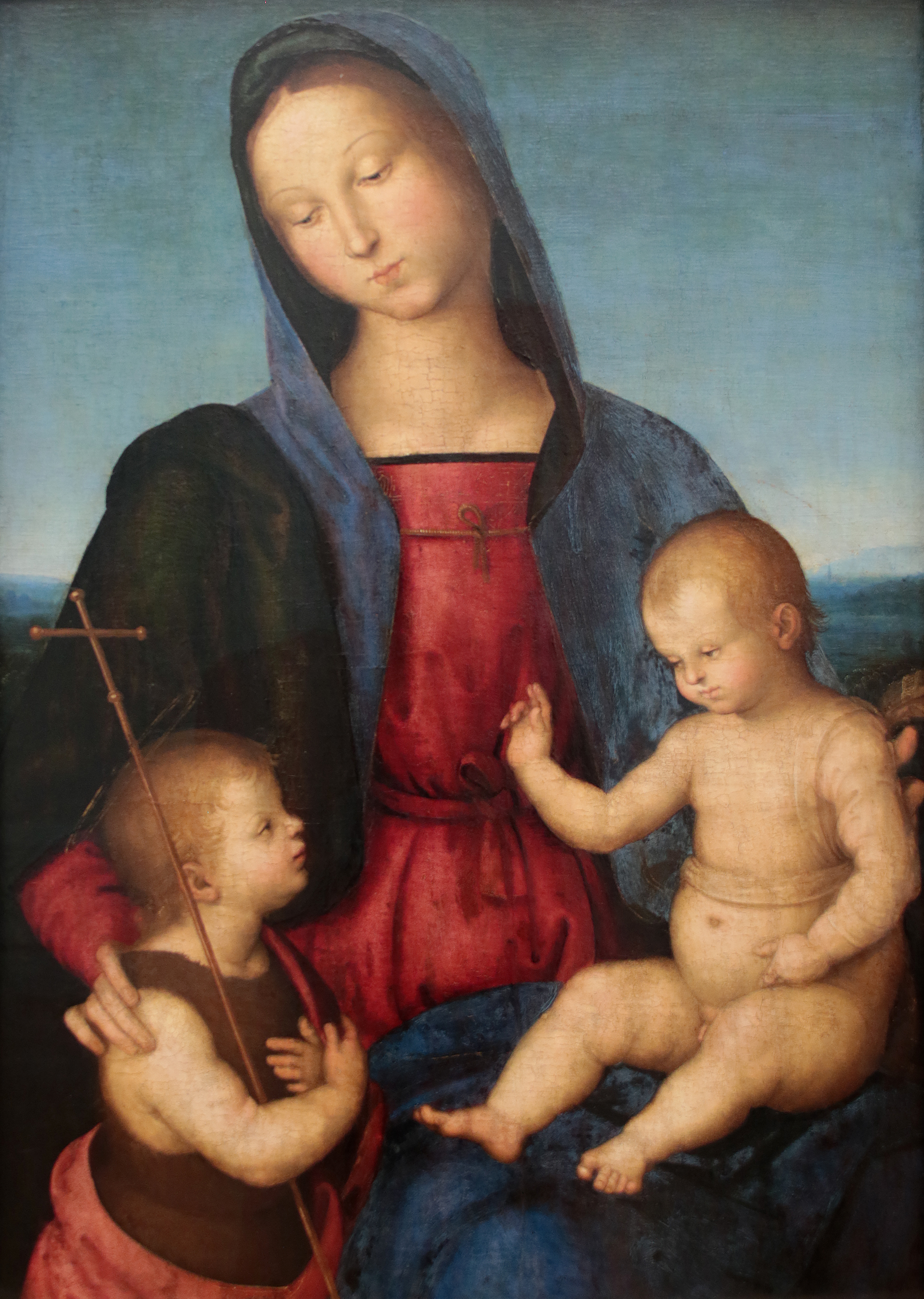
『ディオタッレーヴィの聖母』1504年頃
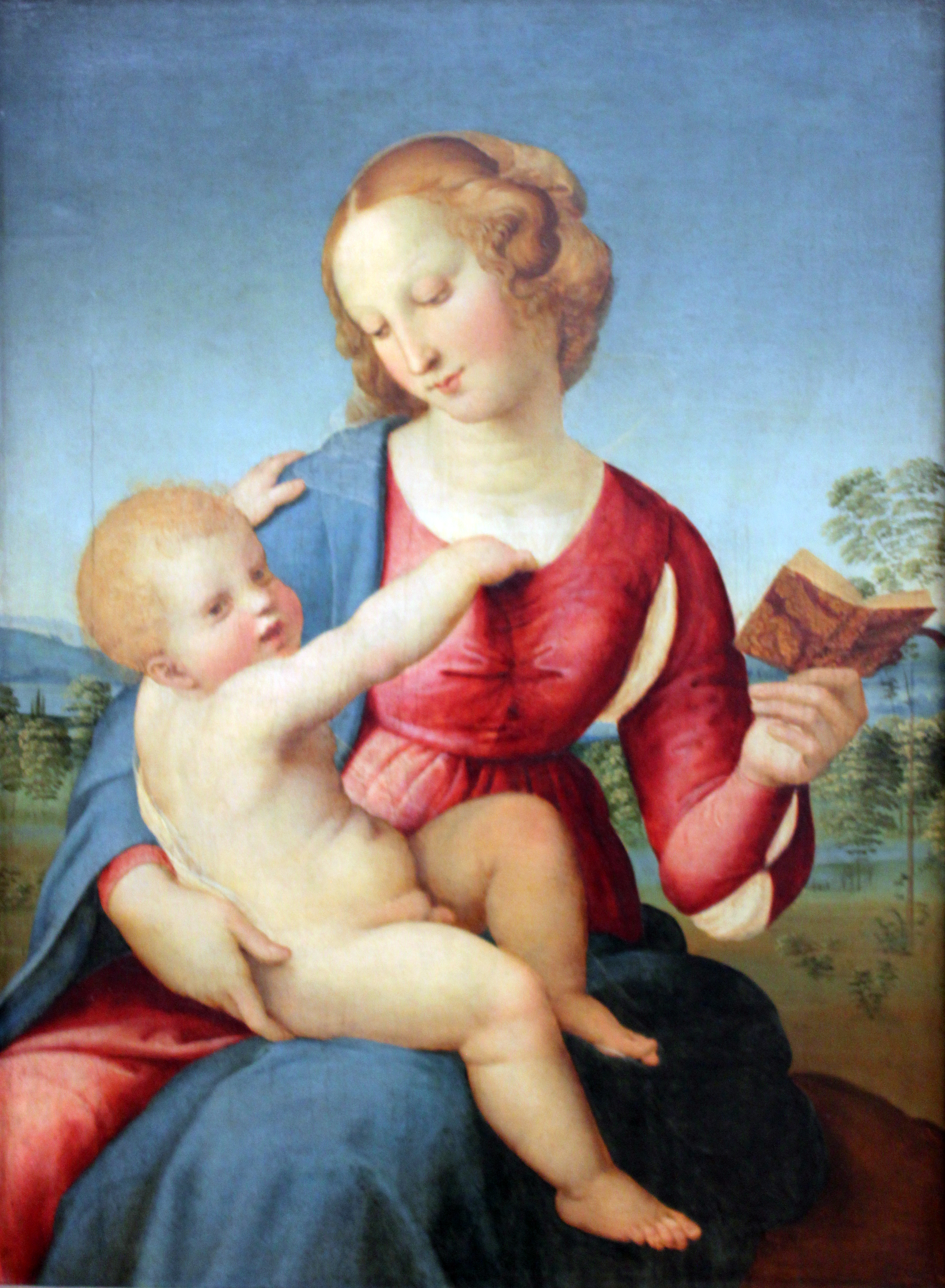
『コロンナの聖母』1507年–1508年頃